# Psyllocarpus
Psyllocarpus  es un género con 23 especies de plantas con flores perteneciente a la familia de las rubiáceas.
Es nativo de Brasil.

## Taxonomía
Psyllocarpus fue descrita por Mart. & Zucc. y publicado en Flora 7(1)(Beibl.): 130, en el año 1824.

## Especies seleccionadas
- Psyllocarpus asparagoides Mart. & Zucc. (1824).
- Psyllocarpus campinorum (K.Krause) J.H.Kirkbr. (1979).
- Psyllocarpus cordifolius Pohl ex DC. (1830).
- Psyllocarpus cururuensis J.H.Kirkbr. (1979).